# Antonio Scuero
Antonio Scuero (Carrù, 29 novembre 1885 – Montechiaro d'Asti, 25 luglio 1960) è stato un generale e politico italiano, che nel corso della seconda guerra mondiale ricoprì l'incarico di Intendente generale delle Forze Armate durante la Campagna di Grecia (ottobre 1940-maggio 1941),  e di comandante del V Corpo d'armata di stanza in Croazia fino alla data dell'Armistizio di Cassibile. Fu Sottosegretario al Ministero della guerra (24 maggio 1941-13 febbraio 1943) con ministro Mussolini.

## Biografia
Nacque a Carrù, provincia di Cuneo, il 29 novembre 1885, e dopo aver frequentato la Regia Accademia Militare di Modena, da cui uscì il 5 settembre 1907 con il grado di sottotenente, partecipò alla guerra italo-turca nel 1911-1912.
Dopo l'entrata in guerra dell'Italia, il 24 maggio 1915, fu assegnato al corpo degli Alpini e combatte sul fronte dell'Isonzo, passando quindi a ricoprire incarichi come ufficiale di Stato maggiore presso comandi di Divisione. Promosso maggiore nel 1917, al termine del conflitto risultava decorato una Medaglia di bronzo, una Croce di guerra al valor militare e il titolo di Cavaliere dell'Ordine della Corona d'Italia.
Nel 1921 fu mandato in Eritrea, assegnato al 10º Battaglione del locale Regio corpo truppe coloniali, trasferito quindi a quello della Libia, dove partecipò alla operazioni di controguerriglia e fu insignito di una Medaglia d'argento al valor militare nel 1924 e promosso tenente colonnello nel 1926.
Tra l'agosto 1928 e l'ottobre 1931, quando viene promosso colonnello, ricopre l'incarico di capo di stato maggiore della Divisione territoriale di Novara, assumendo poi il comando del 12º Reggimento fanteria che mantenne fino al 1934 quando fu nominato Capo di stato maggiore del Corpo d'armata di Bologna.  Allo scoppio della guerra d'Etiopia prende parte alle operazioni belliche in qualità di Capo di stato maggiore del Corpo d'armata eritreo, venendo insignito della Croce di Cavaliere dell'Ordine militare di Savoia per il suo contributo all'andamento delle operazioni belliche.
Promosso generale di brigata il 1 luglio 1937, presta servizio presso la Brigata "Monviso" che aveva Quartier generale a Cuneo. Dopo aver ricoperto l'incarico di intendente presso il comando della 4ª Armata nel 1938, nel marzo 1940 assunse il comando della 59ª Divisione fanteria "Cagliari". Dopo l'entrata in guerra dell'Italia, il 10 giugno 1940, partecipa alle operazioni belliche contro la Francia. Insignito del titolo di Ufficiale dell'Ordine militare di Savoia al termine della breve campagna viene promosso Generale di divisione nel mese di luglio, a partire dal mese di dicembre ricoprì l'incarico di Intendente superiore delle Forze Armate in Albania prendendo parte alla campagna di Grecia e all'invasione della Jugoslavia.
Ricoprì l'incarico di Sottosegretario al Ministero della guerra dal 24 maggio 1941 al 13 febbraio 1943 e consigliere nazionale della Camera dei Fasci e delle Corporazioni venendo promosso generale di corpo d'armata il 4 ottobre 1942.
Lasciato l'incarico al Ministero, il 13 maggio 1943 assume il comando del V Corpo d'armata in Croazia, con Quartier generale a Cirquenizza. All'atto dell'armistizio dell'8 settembre intavola negoziati con i capi partigiani Jovo Lončarević e Ivan Barbačić-Ivić al fine di organizzare il ritiro delle forze italiane.  Ricevuto l'ultimatum di unirsi ai partigiani e combattere i tedeschi o arrendersi e consegnare le armi e ritirarsi, nella notte tra il 9 e il 10 lascia Cirquenizza e con il personale dello Stato maggiore del V Corpo d'armata si trasferisce a Fiume provocando il caos tra le rimanenti forze italiane rimaste in città, per venire poi catturato dalle truppe tedesche ed internato in Germania.
Nel gennaio 1944 viene deferito al tribunale speciale della RSI e condannato a pena detentiva ma rientra in Italia nel 1945. 
Dopo la fine della guerra lascia il servizio attivo ritirandosi a vita privata a Montechiaro d'Asti dove si spense nel 1960.